# Place des femmes dans l'armée pakistanaise

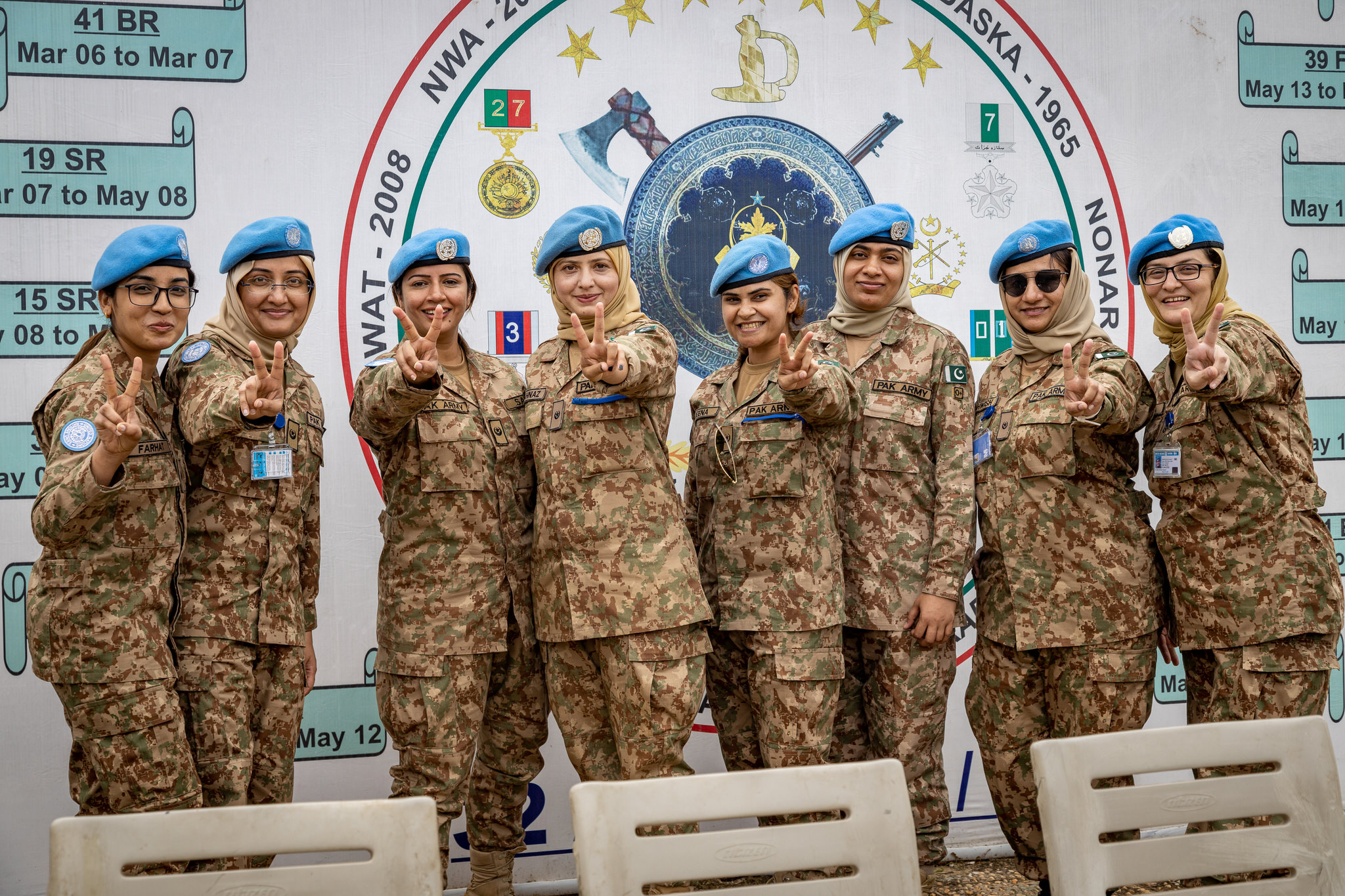
Équipe de femmes pakistanaises de la MONUSCO à Uvira et Sange, en République démocratique du Congo

La place des femmes dans l'armée pakistanaise évolue dès 1947 après la partition avec l'Inde. Il existe des femmes officières qui servent dans les forces armées pakistanaises. En 2006, la première promotion de femmes pilotes de chasse a rejoint le commandement des missions aériennes de combat des Forces aériennes Pakistanaises (PAF). La marine pakistanaise interdit aux femmes de servir dans les forces de combat. Elles sont plutôt nommées et servent dans des opérations impliquant la logistique militaire, l'état-major et les bureaux administratifs supérieurs, en particulier dans les quartiers généraux régionaux et centraux. Le nombre de femmes postulant à la branche de combat des PAF augmente.
Dans les années 1930 et au début des années 1940, les femmes musulmanes indiennes qui choisirent de se rendre au Pakistan jouèrent un rôle extrêmement important dans le succès du mouvement pakistanais. Les mères fondatrices du Pakistan sont Fatima Jinnah, Begum Ra'ana et Shireen Jinnah (en).

## Les femmes dans l'armée pakistanaise

### Service volontaire en 1947

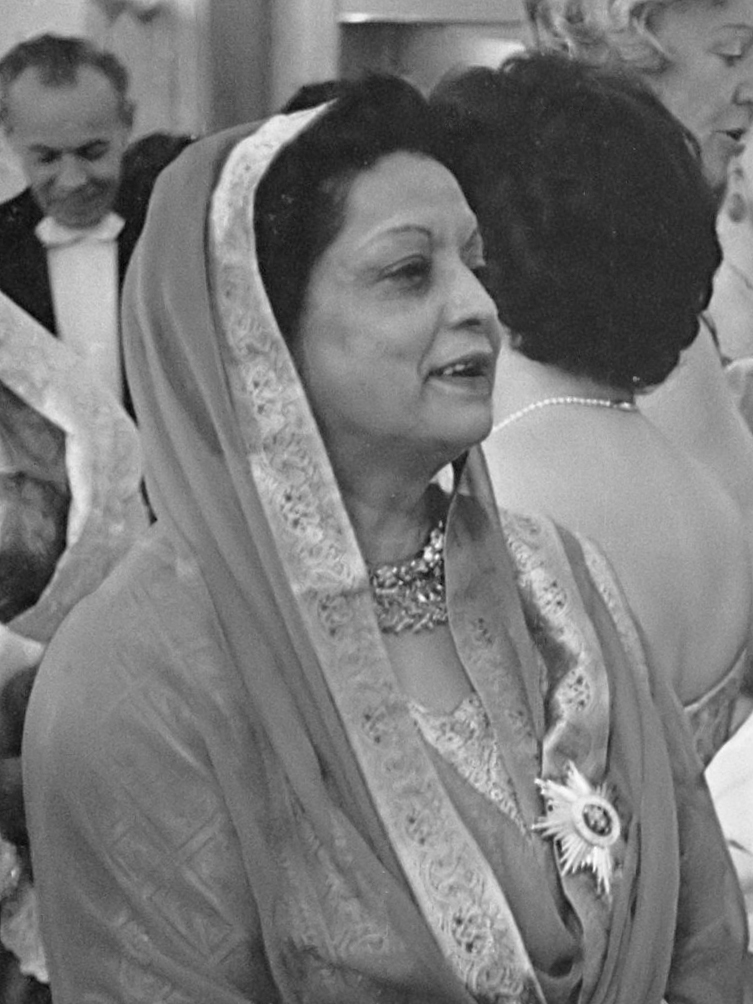
Begum Ra'ana Liaquat Ali Khan (1961).

En 1948, la première dame du Pakistan, Begum Ra'ana , lance le service volontaire des femmes en 1948 pour soutenir les soins médicaux et la logistique de l'armée pakistanaise engagée dans la guerre indo-pakistanaise de 1947. Cela conduit à la formation d'une unité féminine au sein du Corps Corps médical de l'armée pakistanaise (en). Une première tentative est faite pour introduire le programme de formation au combat pour les femmes, mais est rejetée par le général Frank Messervy. En 1949, la première dame Ra'ana Liaquat Ali Khan crée sa propre Garde nationale féminine (en) (WNG).

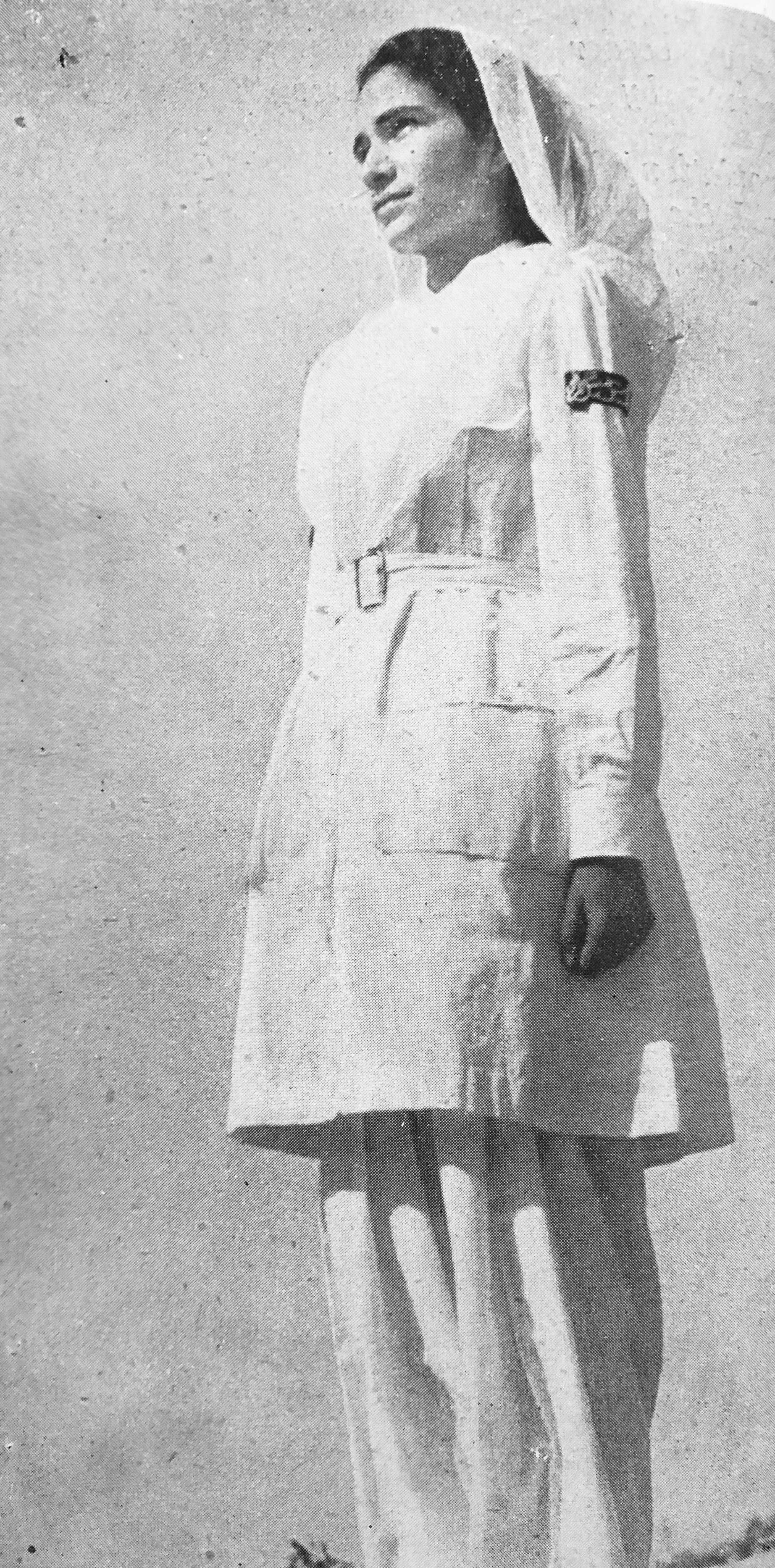
Membre de la garde nationale féminine du Pakistan en 1950.

Les femmes sont encouragées à prendre des responsabilités dans l'administration des premiers secours, l'organisation de la distribution de nourriture, la gestion des problèmes de santé, des épidémies et des vêtements, et surtout à prodiguer un soutien moral et émotionnel,. La commandante de l'unité entièrement féminine était Begum Ra'ana elle-même, avec le grade honorifique de brigadière. Toutes les femmes qui servaient dans cette unité étaient décrites comme des miliciennes. L’organisation a été rapidement dissoute.
Au XXe siècle, les femmes n'étaient pas autorisées à participer aux opérations de combat activement, même si une part importante d'entre elles étaient déployées dans des zones hostiles pour soutenir uniquement les opérations médicales.

### Premières femmes gradées de l'armée pakistanaise
En 2002, Shahida Malik est promue au grade de générale deux étoiles et devient la première femme major-générale,. Shahida Badshah (en) est la deuxième femme à être promue au grade de général de division,.
L'armée pakistanaise a lancé un cours pour les cadettes en 2006 (Lady Cadet Course). La première promotion de cadettes du Lady Cadet Course est promue le 15 avril 2007 (après une formation de six mois) à l'Académie militaire du Pakistan. La parade de sortie est passée en revue par le président général Pervez Musharraf. Jusqu'en 2020, 16 groupes du Lady Cadet Course ont été en service.

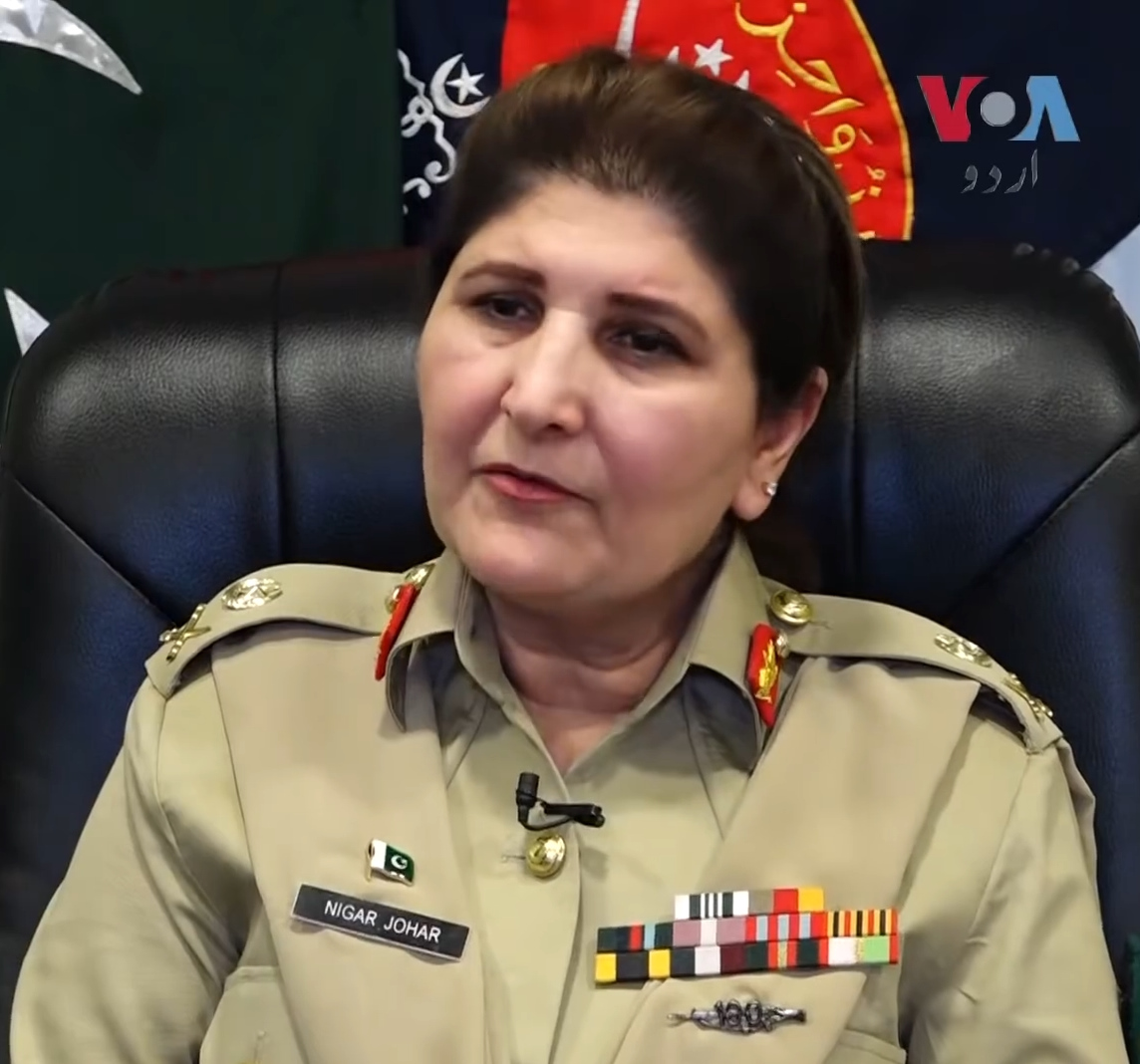
Nigar Johar, en ars 2021.

En 2015, la brigadière Nigar Johar devient la première femme à commander dans l'histoire de l'armée pakistanaise. Elle s’est vu confier le commandement d’un hôpital de soins multidisciplinaire. En 2017, elle devient la troisième femme au Pakistan à atteindre le grade de général de division. Elle appartient au Corps médical de l'armée. Elle est nommée vice-directrice du Collège de médecine de l'armée de Rawalpindi en tant que général de division. En 2020, Johar est devient la première et la seule femme de l'histoire de l'armée pakistanaise à atteindre le grade de lieutenant-générale.
La lieutenante-colonelle Shahida Akram Bhurgri, du corps médical de l'armée pakistanaise, est la première femme médecin du Sindh à être nommée dans l'armée pakistanaise.
Outre la guerre indo-pakistanaise de 1971 et la guerre qui a suivi, en raison du besoin croissant de forces terrestres, les femmes étaient nécessaires dans des rôles sur le terrain. La pénurie de main d’œuvre a incité l’armée à autoriser les femmes à intégrer des domaines liés à la médecine et à l’ingénierie. Depuis leur intégration, les femmes ont toujours été exclues du combat dans l'armée pakistanaise, servant dans divers rôles de soutien technique et administratif. Depuis 2004, les femmes sont formées à la guerre, mais ne font partie d’aucune formation de combat. Les femmes nommées à des postes de haut rang participent généralement à la planification des opérations médicales.
Le 14 juillet 2013, 24 femmes officières de l'armée pakistanaise, principalement des médecins et des ingénieures informatique, ont terminé avec succès un cours de parachutistes à l'école de parachutisme (en), devenant ainsi le premier groupe de femmes à le faire dans l'histoire de l'armée.

### Engagement dans la MONUSCO

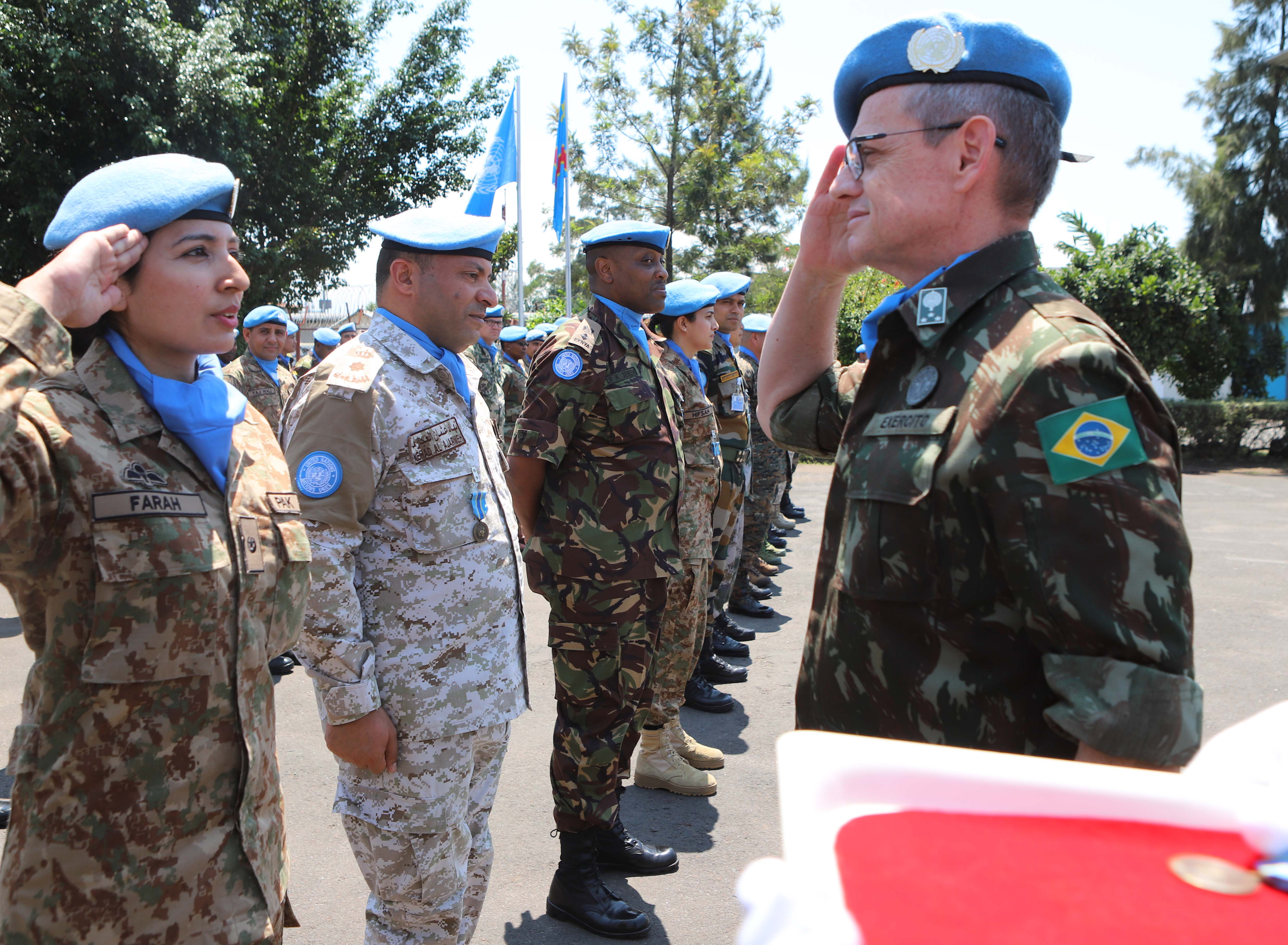
Le commandant des forces de la MONUSCO, le général Ricardo Augusto Ferreira Costa Neves remet la médaille de la paix à une officière pakistanaise à Goma en 2020.

Depuis 2019, l’armée pakistanaise a commencé à augmenter le nombre de femmes officières servant dans les missions de l’ONU à l’étranger (MONUSCO). L'armée respecte le quota de l'ONU de 15 % de représentation féminine dans les missions de paix depuis la mi-2019.
Le 31 janvier 2020, la toute première équipe d'engagement féminin pakistanais dans une mission des Nations Unies (ONU) à travers le monde a reçu des médailles de l'ONU pour son service dans la mission de maintien de la paix en République démocratique du Congo. L'équipe, rejointe plus tard par 17 autres femmes officières, a été déployée au Sud-Kivu le 3 février. La médaille des Nations Unies est décernée pour la participation à des opérations militaires et policières pour les Nations Unies. Ces missions comprennent les secours en cas de catastrophe, le maintien de la paix et les efforts humanitaires.
La cheffe de la diplomatie américaine pour les affaires sud-asiatiques, Alice Wells, a déclaré qu'elle était « inspirée par les femmes pakistanaises qui servent avec distinction dans la mission de maintien de la paix de l'ONU en RDC ».
L'armée pakistanaise n'autorise pas les femmes à rejoindre l'infanterie, l'artillerie et les unités blindées. De plus, les femmes en service ne sont pas autorisées à servir plus de dix ans, à l'exception du corps médical où les femmes peuvent servir de 30 à 35 ans, par exemple Nigar Johar est devenue lieutenant-général en 2020 après avoir servi 35 ans dans le corps médical de l'armée.

## Les femmes dans l'armée de l'air pakistanaise
« Aucune nation ne sera jamais digne d'exister si elle ne peut emmener ses femmes avec ses hommes. Aucune lutte ne peut aboutir si les femmes ne participent pas aux côtés des hommes. Il y a deux pouvoirs dans le monde : l'un est l'épée et l'autre la plume. Il y a une grande compétition et une grande rivalité entre les deux. Il existe un troisième pouvoir plus fort que les deux, celui des femmes. »

— Quaid-e-Azam Muhammad Ali Jinnah, c. 1947–1948

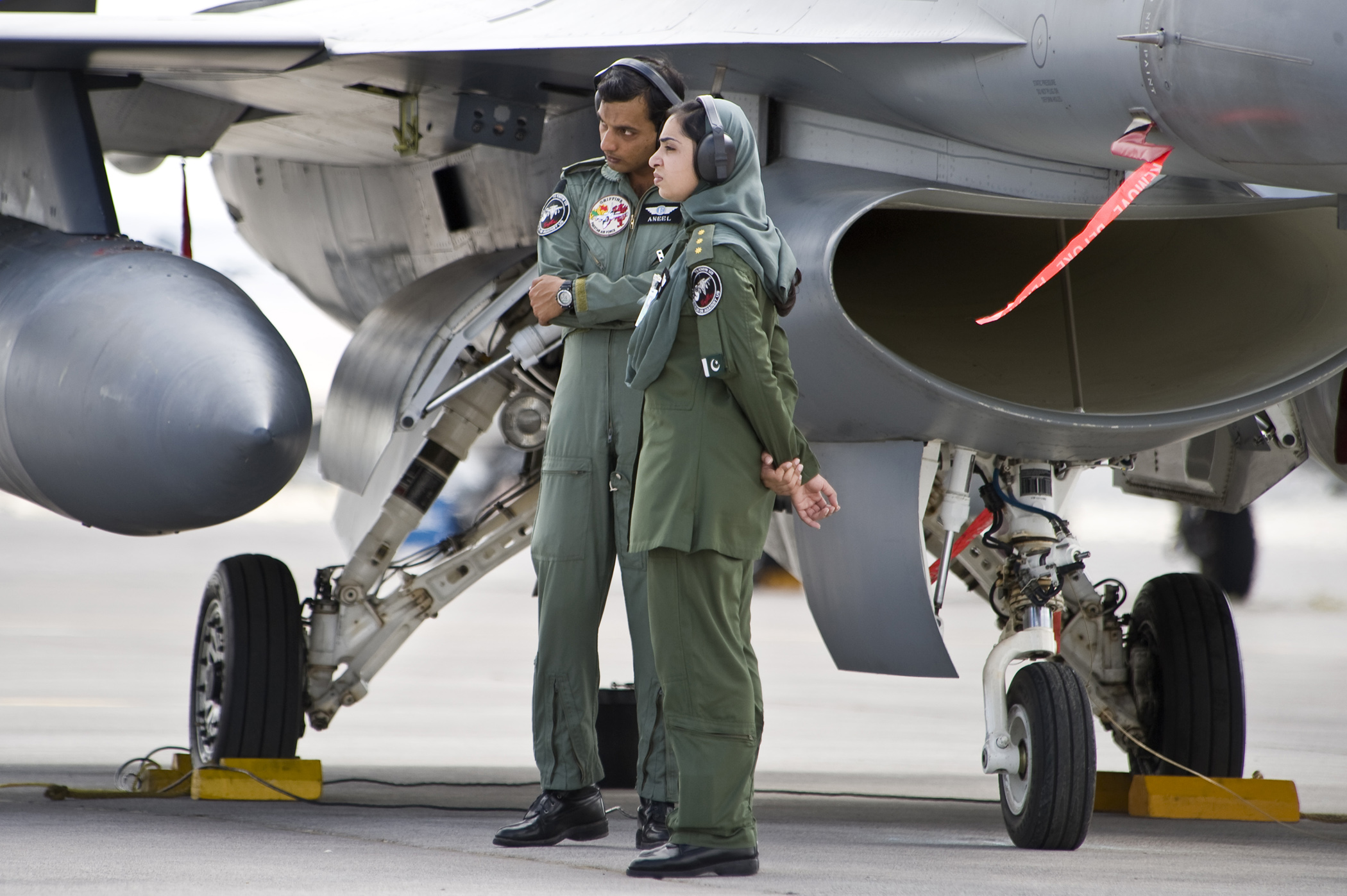
Une femme officière de l'armée de l'air pakistanaise avec son collègue masculin

Depuis le début de l'histoire du Pakistan, les femmes ont été employées par les forces armées, bien que dans des rôles non combattants uniquement. Il était courant de trouver des femmes en service, comme dans le corps médical (comme infirmières ou dans d’autres disciplines similaires). Hormis ces exceptions, la Pakistan Air Force (PAF) est restée exclusivement masculine tout au long de son histoire, et les femmes (comme les hommes de moins de 18 ans) étaient interdites de combat, malgré les opinions contradictoires de Muhammad Ali Jinnah sur le sujet lors de l'indépendance du Pakistan,. Cependant, depuis 2003, les femmes sont autorisées à s'inscrire au programme d'ingénierie aérospatiale et à d'autres programmes à l'Académie PAF de Risalpur (en), y compris aux programmes de formation de pilote de chasse,. Les normes physiques et académiques ne sont pas utilisées pour favoriser les femmes, et celles qui n'atteignent pas les mêmes performances que leurs homologues masculins sont immédiatement exclues du cours, mais le niveau d'application de cette règle est inconnu. Au sein de la structure du PAF, un niveau de ségrégation entre les sexes est maintenu, conformément aux vues traditionnelles. Par exemple, les défilés matinaux sont effectués ensemble, mais certaines parties de l’entraînement – principalement les exercices physiques – sont effectuées avec les hommes et les femmes séparés. Selon la cheffe d'escadron Shazia Ahmed, officière responsable des premières cadettes de la PAF et psychologue, cela semble améliorer le niveau de confiance des femmes.
En 2005, il est signalé que deux promotions de l'escadre de vol de l'Académie PAF comptaient au moins dix femmes, avec une présence plus marquée dans l'ingénierie et d'aérospatiae. L’une de ces femmes, la cadette Saba Khan de Quetta, au Baloutchistan, a postulé après avoir lu une annonce dans un journal indiquant que la PAF recherchait des cadettes. Elle est l'une des quatre premières femmes à réussir les premières étapes de la formation au pilotage sur des avions légers à hélice et à passer sur des avions d'entraînement à réaction plus rapides.
En mars 2006, la PAF a officiellement intronisé un groupe de 34 pilotes de chasse, dont les quatre premières femmes pilotes de chasse de l'organisation. Les pilotes ont suivi trois années de formation à la PAF Academy – Risalpur avant d'obtenir leur diplôme et de se voir décerner leurs badges de vol lors de la cérémonie. Des certificats d'honneur ont été remis aux cadettes lauréates par le général Ahsan Saleem Hayat, alors vice-chef de l'armée pakistanaise, qui a reconnu que la PAF était la première branche de l'armée pakistanaise à introduire des femmes dans ses unités de combat. L’une des femmes, l’officière d’aviation Nadia Gul, a reçu un trophée pour ses résultats scolaires. Les autres femmes diplômées étaient Mariam Khalil, Saira Batool et la cadette Saba Khan. Une deuxième promotion de pilotes, dont trois femmes pilotes, a obtenu son diplôme dr la PAF Academy – Risalpur en septembre 2006. L'épée d'honneur pour la meilleure performance globale a été décernée à Saira Amin, la première femme pilote à remporter ce prix. La cadette de l'aviation Saira Amin a également remporté le trophée Asghar Hussain pour les meilleures performances académiques.
En septembre 2009, sept femmes se sont qualifiées comme pilotes de chasse opérationnelles sur le Chengdu F-7, les premières femmes pilotes de combat à le faire dans l'histoire de la PAF. Le commandant Tanvir Piracha a souligné que si les femmes pilotes « ne sont pas assez bonnes par rapport à leurs homologues masculins, nous ne les laissons pas voler ». Certaines femmes pilotes portent le hijab tandis que d'autres ne le font pas.
En 2003, la Pakistan Air Force (PAF) a lancé un nouveau programme de combat en formant des femmes au métier de pilotes de chasse. En 2006, la première promotion de femmes pilotes de chasse a rejoint les services de combat de la PAF. Le général Ahsan Saleem Hyat, alors vice-chef d'état-major de l'armée, a remis des certificats d'honneur aux personnes ayant réussi à l'Académie PAF. Les femmes pilotent des avions de chasse F-7 et sont formées à effectuer des missions de bombardement et de combat aérien.
Les femmes de l'armée de l'air pakistanaise gèrent également une organisation de protection des femmes (protection des épouses d'officiers et d'aviateurs), l'Association des femmes de l'armée de l'air pakistanaise (PAFWA), pour encourager les femmes à rejoindre la PAF en tant que pilotes de combat et pour promouvoir la santé des femmes dans l'armée de l'air.
La lieutenante d'aviation Ayesha Farooq fut la première pilote de chasse pakistanaise,.
L'officière d'aviation Mariam Mukhtar fut la première femme pilote de la PAF à mourir lors d'un exercice de routine,.
Les femmes ne sont pas autorisées à rejoindre la branche des pilotes chaque année et les femmes pilotes ne sont pas autorisées à servir plus de 5 ans, mais dans certains cas, elles peuvent être autorisées à servir pendant 7 ans,. Le nombre de femmes postulant à la branche de combat des PAF augmente.

## Les femmes dans la marine pakistanaise
La marine pakistanaise n'autorise pas les femmes à servir dans des rôles de combat. Les femmes sont autorisées à servir dans certains secteurs comme l'informatique, l'ingénierie, la médecine, l'éducation, la logistique et les relations publiques. Les femmes ne sont pas recrutées chaque année comme dans l'armée de l'air ; de plus, elles ne peuvent servir que durant 5 ans,.
La bégum Ra'ana Liaquat Ali Khan, en tant que première dame du Pakistan de 1947 à 1951, a contribué à la création des réserves navales féminines pakistanaises au sein de la marine pakistanaise et a été nommée contrôleuse en chef,. La première promotion d'officières féminines de la Marine a été incorporée en août 1997. Elles exerçaient spécialisés comme pharmaciennes, diététiciennes, chargés des relations publiques et statisticiennes.

### Ouvrages
- (en) Laura Sjoberg, Gender, War, and Conflict, John Wiley & Sons, 17 juillet 2014 (ISBN 978-0-7456-8467-3, lire en ligne).
- Margaret D. Sankey, Women and War in the 21st Century: A Country-by-Country Guide, ABC-CLIO, An Imprint of ABC-CLIO, LLC, 2018 (ISBN 978-1-4408-5766-9).
- (en) C. Christine Fair, « Using Manpower Policies to Transform the Force and Society: The Case of the Pakistan Army », Security Studies, vol. 23, no 1,‎ janvier 2014, p. 74–112 (ISSN 0963-6412 et 1556-1852, DOI 10.1080/09636412.2014.870862, lire en ligne, consulté le 3 décembre 2024).
- (en) Shenila Khoja-Moolji, Sovereign attachments: masculinity, Muslimness, and affective politics in Pakistan, University of California press, 2021 (ISBN 978-0-520-33679-7 et 978-0-520-33680-3).

### Articles académiques
- (en) Nazia Mustafa et Shoaib Kiani, « What drives young women to join the pAkistan armed forces ? An exploratory study of motivational factors. », PAFMJ, vol. 71, no 4,‎ 26 août 2021, p. 1346–50 (ISSN 2411-8842 et 0030-9648, DOI 10.51253/pafmj.v71i4.6274, lire en ligne, consulté le 3 décembre 2024).